# Manuel Felizardo de Sousa e Melo
Manuel Felizardo de Sousa e Melo (Campo Grande, 5 de dezembro de 1805 — Rio de Janeiro, 16 de agosto de 1866) foi um militar, professor, jornalista, magistrado e político brasileiro.

## Vida
Formado em matemática pela Universidade de Coimbra, em 1826. Casou em Porto Alegre, em 1834, com Francisca Cândida Figueiredo Chagas Santos, filha do general Francisco das Chagas Santos e Joana Matilde de Figueiredo. Nomeado lente substituto da Academia Militar da Corte, foi sucessivamente promovido até o posto de brigadeiro. Enquanto morava no Rio Grande do Sul, trabalhando em um cargo administrativo, foi redator do Correio Official da Província de São Pedro que circulou de 1834 a 1835 em Porto Alegre. Foi deputado provincial eleito à 1ª Legislatura da Assembleia Provincial do Rio Grande do Sul.
Membro prestigiado do Partido Conservador, ocupou numerosos cargos públicos, tendo sido deputado geral, presidente das províncias do Ceará, Maranhão, Alagoas, São Paulo e Pernambuco, e ministro da Marinha, da Guerra (ver gabinetes Macaé, Olinda de 1848, Monte Alegre, Itaboraí de 1852, Gabinete Abaeté e Gabinete Caxias de 1861) e também senador do Império do Brasil de 1849 a 1866.
Manuel Felizardo de Souza e Melo, era irmão do  Barão de Piraquara, Gregório de Castro Morais e Souza, ambos eram filhos do Sargento-Mor Manuel Joaquim de Souza e D. Luiza Maria de Souza,  tiveram a infância na mesma saudosa Fazenda Bangu, onde também tiveram seus respectivos últimos dias de vida, o Barão em 1864, e o Ministro em 1866.